# Пещера (памятник природы)
«Пещера» — геологический памятник природы местного значения. Находится в Новоазовском районе Донецкой области, на окраине села Гусельщиково в трёх метрах от шоссе на Новоазовск. Единственная пещера в этом районе.
Статус памятника природы присвоен решением облисполкома № 26 от 11 января 1978 года. Площадь — 0,01 га.
Памятник природы представляет собой естественную пещеру карстового происхождения длиной 200—300 метров. Пещера проходит в известняках понтического яруса. В ней есть несколько разветвлений. Высота свода пещеры достигает одного метра, в некоторых местах высота свода пещеры 40 — 50 сантиметров. Лазы в пещере узкие и доступны только спелеологам. На полу пещеры вторичные образования в виде толстого слоя отложений глины. Привходовая часть пещеры имеет очень корродированные стены.
Пещера упоминается в путеводителе «Заповедная природа Донбасса» 1987 года издания.
Вход в пещеру заложен кирпичом и забран запирающейся на замок металлической решеткой.
В 1987 году была проведена топографическая съёмка пещеры донецким спелеоклубом. Донецкий спелеоклуб назвал пещеру «Новоазовская» и обследовал 45 метров пещеры.